# Елизавета Датская (1524—1586)
Елизавета Датская (дат. Elisabeth af Danmark; 14 августа 1524 — 15 августа 1586, Гедсер) — принцесса из династии Ольденбургов, в первом браке супруга Магнуса III Мекленбург-Шверинского, во втором — Ульриха III Мекленбург-Гюстровского.

## Биография
Елизавета была старшей дочерью короля Дании и Норвегии Фредерика I от его второго брака с Софией Померанской. Она выросла при дворе своего сводного брата-короля Кристиана III. Современники отзывались о ней, как о необыкновенной красавице. Английский посланник Роберт Барнс отмечал в своём донесении, что никогда ещё не видел более красивой и благовоспитанной девицы.
В 1542 году она была помолвлена с Магнусом III, герцогом Мекленбург-Шверинским, и 26 августа 1543 года в Киле состоялась их свадьба. Их брак оказался бездетным, а спустя девять лет Елизавета овдовела и в 1551 году вернулась в Данию. 14 февраля 1556 года она снова вышла замуж, на сей раз за Ульриха III, герцога Мекленбург-Гюстровского, кузена своего покойного мужа. Этот союз оказался счастливым, а в 1557 году Елизавета родила своего единственного ребёнка, дочь Софию, впоследствии ставшую супругой короля Дании и Норвегии Фредерика II.
Елизавета на протяжении всей жизни поддерживала связь с семьёй и датским двором, регулярно навещая свою невестку Доротею Саксен-Лауэнбургскую. Когда её дочь София вышла замуж за племянника Елизаветы, короля Фредерика, её визиты в Данию участились. При поддержке Елизаветы были восстановлены церкви в городах Гюстров и Доберан, она также покровительствовала монастырям, школам и больницам.
Елизавета скончалась в 1586 году по возвращении из одной из своих поездок в Данию. Её останки были перевезены в Мекленбург и захоронены в соборе в Гюстрове. Несколько лет спустя её второй супруг был погребён рядом с ней.